# 倚天劍
倚天劍是出現在古典小說《三國演義》與武俠小說《倚天屠龍記》中最著名的神劍。倚天劍也會作為虛擬寶物出現在三國與金庸題材的電子遊戲中。倚天，形容宝剑极长。

## 小說

### 《名劍記》
《平陽史傳》：魏武帝（曹操）初時有二劍，一曰「倚天」，一曰「青釭」。其利斷鐵如泥，一自佩，一賜夏侯恩。

### 《三國演義》
《三國演義》第41回亦描寫到曹操有兩把寶劍：一把是倚天劍，一把則是青釭劍，倚天劍是由曹操自行佩帶，青釭劍則是曹操交由夏侯恩佩帶。
「……曹操有寶劍二口。一名倚天。一名青釭。倚天劍自佩之。青釭劍令夏侯恩佩之。那青釭劍砍鐵如泥。鋒利無比。……」

### 《倚天屠龍記》
武俠小說《倚天屠龍記》中有一傳說：「武林至尊，寶刀屠龍，號令天下，莫敢不從！倚天不出，誰與爭鋒？」「屠龍」指屠龍刀，「倚天」則指倚天劍。《倚天屠龍記》的第27回《百尺高塔任迴翔》裡（新修版則改為第38回《百君子可欺之以方》裏描述，並以插敘的形式來提及），峨嵋派掌門滅絕師太在萬安寺自盡前曾向弟子周芷若提及倚天劍及屠龍刀的由來。倚天劍及屠龍刀是南宋末年抗蒙大俠郭靖、丐幫先代幫主黃蓉兩夫婦在襄陽城破前決定以後死報國，為防止絕學失傳，又恐防絕學過去早出身而落入奸人手上，兩夫婦於是將義姪神鵰大俠楊過、小龍女夫婦送給女兒郭襄的玄鐵重劍加上西方精金熔鑄而成。刀劍完成後郭靖夫婦把抗金名將岳飛所著絕世頂級兵書《武穆遺書》藏在屠龍刀內夾層中的刀片，同時兩夫婦也把南宋年間最絕頂的武功秘籍《九陰真經》、當世武林絕學丐幫的《降龍十八掌精義》等武功典籍藏於倚天劍。然而，黃蓉想到誅殺韃子元兇巨惡，事勢甚急，早一日成事，天下蒼生便早一日解了倒懸之苦，因之在倚天劍的秘笈之中，寫下了幾章速成的法門；即當年「黑風雙煞」所錯練的武功，經黃蓉略為改良，使其傷害有限，至少不會像梅超風一樣走火入魔。然後把屠龍刀交給幼子（郭襄弟弟）郭破虜，而倚天劍則交給女兒（峨嵋派祖師）郭襄，其望後人在適當時機把刀劍互砍，取出刀劍內的兵書、秘笈，以此驅逐元室，恢復漢人江山。郭靖夫婦寄望得屠龍刀的人以刀內的兵書手仞韃子皇帝，同時又擔心那耶得屠龍刀的人在得天下後不務正業、作威作福，因此倚天劍還有一個作用，就是以劍內的秘笈教訓那得天下的人。
第三版以玄鐵重劍熔鑄成的只有屠龍刀，倚天劍改為以楊過、小龍女夫婦佩劍君子劍、淑女劍合鑄而成；同時三版亦修正成刀劍內藏有指示前往桃花島取書的玄鐵片，因旧版及第二版小說提到刀曾被猛火所燒亦無恙，但若其內有紙不可能不燒毀，為犯駁之處，因此新修版改為刀劍之內分別藏著刻有桃花島地形和所處方位的玄鐵片。而《九陰真經》附有的速成法門仍是當年「黑風雙煞」所錯練的武功，不過速成法門撰寫者已改為黃藥師，因其心痛梅超風之死設法予以糾正，經由黃藥師加以改良，使其後患亦屬有限，至少不會像梅超風一樣走火入魔。
屠龍刀原屬郭靖、黃蓉之子郭破虜所有，但襄陽城破之日，郭破虜與父母同時殉難，屠龍刀遂流入江湖，而倚天劍則仍在郭襄手上，後來郭襄開創峨嵋派，倚天劍從此成為峨嵋派的鎮派之寶和掌門象徵。峨嵋掌門臨死前會把刀劍秘密向下任掌門言明，以確保此秘代代相傳，刀劍秘密只有掌門才有資格知道，因此亦是江湖上唯一（可能還有少數人）得知刀劍奧秘的人和「武林至尊，寶刀屠龍，號令天下，莫敢不從！倚天不出，誰與爭鋒？」這句的真正意思。峨嵋掌門滅絕師太的師兄兼戀人孤鴻子和明教光明左使楊逍結下了樑子，約定比武，孤鴻子便向掌門師妺借劍。不料孤鴻子飲恨敗北，悲憤成疾、鬱鬱而終，倚天劍也給官府取去，獻給朝廷，朝廷轉賜汝陽王。及後，滅絕師太盜回寶劍，但六大派中毒被困萬安寺後又被汝陽王之女「紹敏郡主」趙敏得去。
峨眉派掌門第三代掌門滅絕師太全心要奪回屠龍刀，且比任何人士更渴望和更積極搶奪寶刀，打算以祖師父母大俠郭靖和丐幫先代幫主女俠黃蓉兩夫婦所留下並分別藏在屠龍刀和倚天劍的兵書和武功典籍統領羣雄，成為中原武林中的第一門派，完成自己的心願，同時以此光復中原河山，完成郭靖夫婦和祖師郭襄的遺志。她認為倚天劍是郭靖夫婦傅給本派祖師的遺物，屠龍刀也是郭家之物，原擁有者郭破虜殉難後應歸郭襄，而她身為郭襄和郭家的傳人應理所當然擁有，並視兩者都是本派寶物，因此千方百計也要將兩者得到手上。滅絕師太臨死前要求徒弟周芷若以美色相誘張無忌以奪取屠龍刀和倚天劍，再把刀劍互砍取得刀劍內的秘籍，達成自己和郭靖夫婦及祖師郭襄的遺志，美其名曰「成大事者，不拘小節」。後來周芷若在靈蛇島略施奸計分別從明教「金毛師王」謝遜和蒙古汝陽王之女趙敏手上奪得刀劍，且透過刀劍互砍取得了《武穆遺書》、《九陰真經》、《降龍十八掌精義》，並順勢把刀劍失蹤嫁禍給趙敏，當然這一切在後來也被楊過後人黃衫女子揭發。
由於九陰真經本身博大精深，非旦夕之間可練成，連郭靖當年也花了至少十年時間修練九陰真經才大成，故周芷若急於求成以光大峨嵋，只能按師父滅絕師太的吩咐先由黃蓉（新修版改成黃藥師）留下的九陰真經速成法門開始練起，事後才按部就班修練，只是周芷若修為本尚淺，又欠缺九陰真經的上卷道家內功基礎，便如同當年的黑風雙煞一樣錯練成陰毒狠辣的「九陰白骨爪」、「白莽鞭法」等武功，畢竟這些只是作者敵人所使的武功，並非九陰真經本身所載的光明正大武學，故周芷若所習的並非天下無敵的真正武學，不過，周芷若似乎在後來忽略這點。儘管如此，周芷若的武功還是大幅進步，勝過江湖上絕大部份好手，甚至超過滅絕師太當年，周芷若又把這兩門武功傳授給武當派叛徒宋青書，先後以「九陰白骨爪」打敗掌門競爭對手古大師姐丁敏君，從而得以掌控峨嵋，又在少林屠獅大會中與宋青書先後以「九陰白骨爪」、「白莽鞭法」出奇不意地接連擊敗丐幫長老俞蓮舟、殷梨婷等好手，甚至張無忌也被其爪傷，技壓群雄，與張無忌一舉獲得「武功天下第一」的稱號，又以「九陰白骨爪」、「白莽鞭法」聯合張無忌與少林高手渡難、渡厄、渡劫的「全綱伏魔圈」然而，周芷若的武功終非玄門正宗，而且欠缺內功基礎，在雙方大戰幾十回合，周芷若逐漸不支，露出敗象。張無忌遂出全力，與三僧比拼內力。最終，張無忌拼盡全力，牽制住了三渡，周芷若趁機攻入「金剛伏魔圈」，欲殺人滅口將「金毛獅王」謝遜擊斃之際，被楊過後人黃衫女子及時出手阻止，並以真經內載正統的「摧堅神爪」輕鬆制服周芷若，周芷若被迫離場。周芷若下山後再以「九陰白骨爪」、「白莽鞭法」亦與覬覦九陰真經的蒙古高手「玄冥二佬」大戰，然而周芷若所修習的武功只不過是速成武功，並非真正的上乘武學，故不敵「玄冥二老」，最後還是張無忌協助廢去二老武功。芷若身上的九陰內力在身受「玄冥神掌」之傷後，給張無忌以九陽神功醫治時化去大部份，而帶在身上的《九陰真經》和《武穆遺書》亦被蒙古郡主趙敏偷去，最終九陰真經和武穆遺書都落入張無忌手中。雖然張無忌知道九陰真經博大精深，但他武功本就幾近天下第一，故沒有修練《九陰真經》，亦無刻意傳承下去，故年代在倚天之後的作品再無人會使九陰真經，九陰真經終於徹底失傳。
周芷若雖取得藏在劍內《降龍十八掌精義》，但由於周芷若身為女子不能修習，便把降龍十八掌置之不理，未有傳承或把精義交還丐幫，最後降龍十八掌精義雖輾轉由張無忌獲得，但張無忌並沒有修習，亦無刻意傳承下去，故年代在倚天之後的作品再無人會使降龍十八掌，降龍十八掌徹底失傳。
周芷若為取藏在刀劍內的秘芨，把以倚天劍及屠龍刀互砍，分別斷成兩截。及後經黃衫女子指點，明教教主張無忌派人取回刀劍殘骸，刀劍最後落得入張無忌手中，明教銳金旗掌旗吳勁草借用聖火令，重新鑄造好屠龍刀，而倚天劍則因吳勁草認為滅絕師太等人殺害明教兄弟眾多而不願接續，因此倚天劍仍是斷劍兩截。
小說最後張無忌亦知，「所謂『武林至尊』，不在寶刀本身，而在刀中所藏的遺書（《武穆遺書》），以此兵法臨敵，定能戰必勝，攻必克，最終自是『號令天下，莫敢不從』。但若有人一旦手掌大權，竟然作威作福，以暴易暴，世間百姓受其荼毒，那麼終有一位英雄手執倚天長劍，來取暴君首級，統領百萬雄兵之人縱然權傾天下，也未必便能當倚天劍之一擊。」

## 電子遊戲
- 在《三國志》（三國志戰記）系列遊戲中，倚天劍是一個寶物，而攜帶此物的武將武力數值將會上升。
- 1992年由卡普空推出的街機遊戲《吞食天地II 赤壁之戰》，在第九關出場，距离远，攻击时收招速度一般，方便连续攻击，连中三下会击倒敌人。將敌人的血量砍成零後可以分尸。

## 其他
金庸首次提倚天劍是出於書劍恩仇錄主角陳家洛的獨白，袖珍本第三集(總)第六三五頁，引用白樂天（白居易）的詩句，「安得禹復生，為唐水官伯，手提倚天劍，重來親指畫！」。
書中倚天劍最後的下落成為書迷探討的重點之一，倪匡就曾於衛斯理小說系列《解脫》中藉書中人物之口，推斷韋小寶的匕首為倚天斷劍鑄成。在《倚天屠龙记》以后的书中，这是唯一一次说到倚天剑的著作。